# Роберт д’Алансон
Роберт д’Алансон (фр. Robert d'Alençon; 1344 — 1377) — граф дю Перш с 1361 года. Младший сын Карла II, графа Алансона, Перша и Шартра и Марии де Ла Серда (1310—1379), дочери Фернандо II де Ла Серда, герцога де Медина.
Аристократ королевской династии Валуа, рыцарь и полководец, участник Столетней войны.

## Биография
В 1361 году граф Роберт дю Перш сражался при осаде Ла-Шарите.
Участвовал в 1370 году под командованием своего старшего брата Пьера Доброго, графа Алансонского, в осадах Лиможа и Уссона.
4 декабря 1370 года сражался при Пон-Валлене под командованием французского коннетабля Бертрана дю Гесклена, когда был разгромлен отряд сэра Роберта Ноллиса, состоявший из двух тысяч тяжеловооруженных всадников и двух тысяч лучников.
В 1373 году Роберт дю Перш служил под командованием коннетабля Бертрана дю Гесклена в Бретани. Сражался при взятии Эннебона, где был ранен. Участвовал в осадах Бреста и Дерраля.
В 1377 году после смерти Роберта д’Алансона графство Перш перешло к его старшему брату Пьеру Доброму, графу Алансонскому.

## Семья
5 апреля 1374 года Роберт дю Перш женился на Жанне (ум. 1407), дочери Жана де Рогана, виконт де Лиона. Дети: Шарль (1375—1377), Изабель.